# Giro de Lombardía 2018
La 112.ª edición del Giro de Lombardía (oficialmente: Il Lombardia), quinto y último monumento de ciclismo de la temporada, se celebró el 13 de octubre de 2018 sobre una distancia de 241 kilómetros con inicio en la ciudad de Bérgamo y final en la ciudad de Como en Italia.
La carrera hizo parte del UCI WorldTour 2018, siendo la trigésima sexta y penúltima competición del calendario de máxima categoría mundial y fue ganada por el ciclista francés Thibaut Pinot del equipo Groupama-FDJ. Completaron el podio, en segundo lugar el italiano Vincenzo Nibali del Bahrain-Merida y en tercer lugar el belga Dylan Teuns del BMC Racing.

## Recorrido
El Giro de Lombardía dispuso de un recorrido total de 241 kilómetros iniciando desde Bérgamo en la región de Lombardía hasta Como, pasando por Colle Gallo, Colle Brianza, Madonna del Ghisallo, Muro di Sormano, Civiglio y el Monte Olimpino. 

## Equipos participantes
Tomaron parte en la carrera un total de 24 equipos, de los cuales asisten por derecho propio los 18 equipos UCI WorldTour y 6 equipos de categoría Profesional Continental invitados por la organización, quienes conformaron un pelotón de 168 ciclistas de los cuales terminaron 98. Los equipos participantes fueron:
| WorldTeams (18)- AG2R La Mondiale - Astana - Bahrain-Merida - BMC Racing Team - Bora-Hansgrohe - Dimension Data - EF Education First-Drapac p/b Cannondale - Groupama-FDJ - Katusha-Alpecin - Lotto NL-Jumbo - Lotto Soudal - Mitchelton-Scott - Movistar Team - Quick-Step Floors - Sky - Team Sunweb - Trek-Segafredo - UAE Team Emirates Equipos continentales profesionales (6)- Androni Giocattoli-Sidermec - Bardiani CSF - Fortuneo-Samsic - Israel Cycling Academy - Nippo-Vini Fantini-Europa Ovini - Wilier Triestina-Selle Italia |
| |

## Clasificación final
Las clasificaciones finalizaron de la siguiente forma:
| \| Clasificación general \| Clasificación general \| Clasificación general \| Clasificación general \| Clasificación general \| \| Ciclista \| Ciclista \| Equipo \| Tiempo \| \| \| --------------------- \| --------------------- \| --------------------------- \| --------------------- \| --------------------- \| \| 1.º \| Thibaut Pinot \| Groupama-FDJ \| 5 h 53 min 22 s \| \| \| 2.º \| Vincenzo Nibali \| Bahrain-Merida \| + 32 s \| \| \| 3.º \| Dylan Teuns \| BMC Racing Team \| + 43 s \| \| \| 4.º \| Rigoberto Urán \| EF Education First-Drapac \| + 43 s \| \| \| 5.º \| Tim Wellens \| Lotto-Soudal \| + 43 s \| \| \| 6.º \| Ion Izagirre \| Bahrain-Merida \| + 43 s \| \| \| 7.º \| Rafał Majka \| Bora-Hansgrohe \| + 43 s \| \| \| 8.º \| Domenico Pozzovivo \| Bahrain-Merida \| + 43 s \| \| \| 9.º \| Daniel Martin \| UAE Team Emirates \| + 48 s \| \| \| 10.º \| George Bennett \| LottoNL-Jumbo \| + 1 min 22 s \| \| \| 11.º \| Alejandro Valverde \| Movistar Team \| + 1 min 31 s \| \| \| 12.º \| Egan Bernal \| Team Sky \| + 1 min 31 s \| \| \| 13.º \| Michael Woods \| EF Education First-Drapac \| + 1 min 31 s \| \| \| 14.º \| Sébastien Reichenbach \| Groupama-FDJ \| + 1 min 31 s \| \| \| 15.º \| Mikel Nieve \| Mitchelton-Scott \| + 1 min 31 s \| \| \| 16.º \| Dario Cataldo \| Astana \| + 1 min 57 s \| \| \| 17.º \| Primož Roglič \| LottoNL-Jumbo \| + 3 min 04 s \| \| \| 18.º \| Patrick Konrad \| Bora-Hansgrohe \| + 3 min 33 s \| \| \| 19.º \| Mattia Cattaneo \| Androni Giocattoli-Sidermec \| + 3 min 33 s \| \| \| 20.º \| Jakob Fuglsang \| Astana \| + 3 min 33 s \| \| |                       |                             |                 |
| |                       |                             |                 |
| Fuente: ProCyclingStats |                       |                             |                 |
| Clasificación general |                       |                             |                 |
| Ciclista | Ciclista              | Equipo                      | Tiempo          |
| 1.º | Thibaut Pinot         | Groupama-FDJ                | 5 h 53 min 22 s |
| 2.º | Vincenzo Nibali       | Bahrain-Merida              | + 32 s          |
| 3.º | Dylan Teuns           | BMC Racing Team             | + 43 s          |
| 4.º | Rigoberto Urán        | EF Education First-Drapac   | + 43 s          |
| 5.º | Tim Wellens           | Lotto-Soudal                | + 43 s          |
| 6.º | Ion Izagirre          | Bahrain-Merida              | + 43 s          |
| 7.º | Rafał Majka           | Bora-Hansgrohe              | + 43 s          |
| 8.º | Domenico Pozzovivo    | Bahrain-Merida              | + 43 s          |
| 9.º | Daniel Martin         | UAE Team Emirates           | + 48 s          |
| 10.º | George Bennett        | LottoNL-Jumbo               | + 1 min 22 s    |
| 11.º | Alejandro Valverde    | Movistar Team               | + 1 min 31 s    |
| 12.º | Egan Bernal           | Team Sky                    | + 1 min 31 s    |
| 13.º | Michael Woods         | EF Education First-Drapac   | + 1 min 31 s    |
| 14.º | Sébastien Reichenbach | Groupama-FDJ                | + 1 min 31 s    |
| 15.º | Mikel Nieve           | Mitchelton-Scott            | + 1 min 31 s    |
| 16.º | Dario Cataldo         | Astana                      | + 1 min 57 s    |
| 17.º | Primož Roglič         | LottoNL-Jumbo               | + 3 min 04 s    |
| 18.º | Patrick Konrad        | Bora-Hansgrohe              | + 3 min 33 s    |
| 19.º | Mattia Cattaneo       | Androni Giocattoli-Sidermec | + 3 min 33 s    |
| 20.º | Jakob Fuglsang        | Astana                      | + 3 min 33 s    |

## Ciclistas participantes y posiciones finales
Convenciones:
- AB-N: Abandono en la etapa N
- FLT-N: Retiro por llegada fuera del límite de tiempo en la etapa N
- NTS-N: No tomó la salida para la etapa N
- DES-N: Descalificado o expulsado en la etapa N

## UCI World Ranking
El Giro de Lombardía otorgó puntos para el UCI WorldTour 2018 y el UCI World Ranking, este último para corredores de los equipos en las categorías UCI WorldTeam, Profesional Continental y Equipos Continentales. La siguiente tabla muestra el baremo de puntuación y los 10 corredores que obtuvieron más puntos:
| Posición   | 1.º | 2.º | 3.º | 4.º | 5.º | 6.º | 7.º | 8.º | 9.º | 10.º | 11.º | 12.º | 13.º | 14.º | 15.º | 16.º-20.º | 21.º-30.º | 31.º-50.º | 51.º-55.º | 56.º-60.º |
| Puntuación | 500 | 400 | 325 | 275 | 225 | 175 | 150 | 125 | 100 | 85   | 70   | 60   | 50   | 40   | 35   | 30        | 20        | 10        | 5         | 3         |

| Clasificación |                    |                           |        |
| Posición      | Ciclista           | Equipo                    | Puntos |
| ------------- | ------------------ | ------------------------- | ------ |
| 1.º           | Thibaut Pinot      | Groupama-FDJ              | 500    |
| 2.º           | Vincenzo Nibali    | Bahrain Merida            | 400    |
| 3.º           | Dylan Teuns        | BMC Racing                | 325    |
| 4.º           | Rigoberto Urán     | EF Education First-Drapac | 275    |
| 5.º           | Tim Wellens        | Lotto Soudal              | 225    |
| 6.º           | Ion Izagirre       | Bahrain Merida            | 175    |
| 7.º           | Rafał Majka        | Bora-Hansgrohe            | 150    |
| 8.º           | Domenico Pozzovivo | Bahrain Merida            | 125    |
| 9.º           | Daniel Martin      | UAE Emirates              | 100    |
| 10.º          | George Bennett     | LottoNL-Jumbo             | 85     |